# Piro Rempel
Piro Rempel (* 1994 in Köln) ist ein deutsch-griechischer Schauspieler und Regisseur.

## Leben
Der 1994 geborene Kölner absolvierte seine Schauspielausbildung am Royal Birmingham Conservatoire. Er spricht Deutsch, Englisch, Griechisch und Italienisch. Von 2015 bis 2018 war er Ensemblemitglied beim Jungen Theater Leverkusen. Rempel ist bei der Agentur Actors Family Management unter Vertrag.
Er wirkte in verschiedenen Theateraufführungen, Film- und Fernsehproduktionen mit.

## Filmproduktionen
- 2015 Toro (Kinofilm), Darko (NR)[4]
- 2016 Die Habenichtse (Kinofilm), Affair of Hans (NR)
- 2018 Night Out (Kurzfilm), Takis (HR)
- 2022 The Song Inside, Fergus (HR)
- 2023 Die Traumlande (Kinofilm), Ferdinand Kienze (NR)
- 2024 Thea and the Gods (Kurzfilm), Dimitrios (NR)

## Fernsehproduktionen
- 2017 Sankt Maik (TV-Serie), Kalle (NR)[1]
- 2018 Rentnercops, EDV-Techniker (GR)
- 2023 Bettys Diagnose – Sprachlos, Fabian Weyer (ENR)
- 2023 Project Stargate (Serienpilot), John (HR)
- 2024 Die Landarztpraxis (Serie), Jens Dornheim (ENR)
- 2024 Für alle Fälle Familie (Serie), Jan Hertling (EHR)

## Hörspiele (Auswahl)
- 2014: Kristian Kuszinsky, Marcus Seibert: German National Tours (Jungnazi) – Regie: Kristian Kuszinsky (Original-Hörspiel – WDR)[5]

## Theateraufführungen
- 2021–2022 Die Odyssee, Odysseus[2]
- 2023 Springmaus Impro Comedy, Hauptrolle
- 2024 12, 11, 10, (Schauspiel), Brandon (HR)